# 博赫丹·克罗捷维奇
博赫丹·亚历山德罗维奇·克罗捷维奇（烏克蘭語：Богдан Олександрович Кротевич；1993年3月26日—）是一名乌克兰军人，乌克兰国民警卫队中校，亚速旅代理司令，俄乌战争参与者。

## 生平
克罗捷维奇曾就读于辛菲罗波尔艺术学院，毕业于基辅国立水运大学航海系。2014年，他作为右区成员参加了尊严革命。
自2014年以来，他一直作为亚速团的一员参加乌克兰东部反恐行动。在那里，他担任排长，后来成为副参谋长，从2021年起担任参谋长、第一副司令。他曾在希罗基内、斯维特洛达尔斯克、马林卡和克拉斯诺霍里夫卡等地参加战斗。